# Uruguay Montevideo Football Club
O Uruguay Montevideo Football Club é um clube de futebol uruguaio com sede na cidade de Montevidéu, fundado em 1921. Disputa a segunda divisão do Campeonato Uruguaio.

## História
Fundado em 5 de janeiro de 1921, no bairro montevideano de Pueblo Victoria, o Uruguay Montevideo Football Club carrega em seu nome a homenagem a dois navios da Marinha de Guerra do Uruguai da época: o "destróier" "Uruguay" e o "Montevideo". A cor celeste da camisa foi inspirada na seleção uruguaia.
Seu primeiro campo de jogo foi batizado como La Arenera, localizado na esquina das Aurora e Ameghino. Em 1951, o clube inaugurou o Parque Troppiano, em homenagem a um de seus grandes dirigentes, Pedro Troppiano. A partir de 1976, o Uruguay Montevideo se instalou no Parque ANCAP. O palco leva esse nome em reconhecimento à empresa estatal uruguaia ANCAP (Administración Nacional de Combustibles, Alcoholes y Portland), que cedeu o terreno.

### Títulos e campanhas memoráveis
Ao longo de mais de um século, o Uruguay Montevideo se consolidou como um dos protagonistas do Campeonato Uruguaio da 3ª Divisão, sendo um dos clubes mais vitoriosos da categoria, com oito títulos no total. O primeiro veio em 1936, na então chamada Divisional Extra, o terceiro nível do futebol uruguaio de 1913 até 1941. Depois, levantou as taças da Divisional Intermedia (terceirona de 1942 a 1971) em 1950, 1955, 1957 e 1965.
O bom desempenho o levou a estrear no futebol profissional, na Primeira "B" (segunda divisão) de 1951 — embora tenha sido rebaixado na mesma temporada. Também jogou na segunda divisão entre 1958 e 1963, entre 1966 e 1968, em 1974 e 1979. Também conquistou o título da Primeira "C" (nome da terceira divisão de 1972 até 1996) em 1993, superando o Juventud de Las Piedras na final disputada no Parque Central.
Em 2002, já sob a denominação de Liga Metropolitana Amateur (denominação da terceira divisão entre 1997 e 2007), venceu o La Luz por 4–1 na decisão da categoria, no estádio Méndez Piana.
Nem só de glórias viveu o clube: também sofreu derrotas dolorosas em finais da terceira divisão para Villa Teresa (1999), Huracán (2010), Canadian (2013) e Rocha (2019).

### Segunda Divisão Profissional
Em 2020, os Celestes de Pueblo Victoria, apelido carinhoso do clube, voltaram a escrever seu nome na história ao conquistar o oitavo título da terceira divisão, derrotando o Colón na final disputada à portões fechados no mítico Estádio Centenário, em meio à pandemia de COVID-19.
Desde então, o clube vem disputando ininterruptamente a Segunda División Profesional.

## Títulos

### Nacionais
| Competição                       | Total | Ano(s) |
| -------------------------------- | ----- | --- |
| Campeonato Uruguaio ― 3ª Divisão | 8     | 1936 (como Divisional Extra) 1950, 1955, 1957, 1965 (como Divisional Intermedia) 1993, 2002 (como Liga Metropolitana Amateur) 2020 (como Primera División Amateur) |